# Mutawad, Parasgad
Mutawad là một làng thuộc tehsil Parasgad, huyện Belgaum, bang Karnataka, Ấn Độ.